# Esophyllas
Esophyllas Prentice & Redak, 2012 è un genere di ragni appartenente alla famiglia Linyphiidae.

## Distribuzione
Le due specie oggi note di questo genere sono state rinvenute negli USA: la E. vetteri è un endemismo delle San Jacinto Mountains, nella California meridionale e la E. synankylis è stata reperita anche nella Contea di San Diego, sempre nella California meridionale 

## Tassonomia
Dal 2012 non sono stati esaminati esemplari di questo genere.
A dicembre 2012, si compone di due specie:
- Esophyllas synankylis Prentice & Redak, 2012 — USA
- Esophyllas vetteri Prentice & Redak, 2012[4] — USA